# Гарласко
Гарласко (итал. Garlasco) је насеље у Италији у округу Павија, региону Ломбардија.
Према процени из 2011. у насељу је живело 8607 становника. Насеље се налази на надморској висини од 95 м.

## Становништво
| 1936. | 1951. | 1961. | 1971.  | 1981.  | 1991. | 2001. | 2011. |
| ----- | ----- | ----- | ------ | ------ | ----- | ----- | ----- |
| 7.622 | 7.933 | 8.958 | 10.042 | 10.173 | 9.572 | 9.207 | 9.791 |